# Marlene Jantsch
Marlene Jantsch, geborene Ratzersdorfer, (* 26. September 1917 in Osterwieck, Provinz Sachsen; † 17. Juli 1994 in Wien) war eine österreichische Ärztin und Medizinhistorikerin mit slowakischer Staatsbürgerschaft (1938–1945), ab 1945 österreichischer Staatsbürgerschaft.

## Leben
Marlene Dorothea Roberta Jantsch, Tochter des Verlegers Hugo Ratzersdorfer und der Helene Zickfeldt, besuchte zunächst die Mittelschule in Berlin, zog aber 1933 nach Wien, wo sie 1936 am Döblinger Mädchengymnasium die Matura ablegte. Anschließend begann sie an der Universität Wien mit dem Studium der Medizin, das sie am 26. Juli 1941 mit der Promotion abschloss.
Nach dem Studium wurde sie Assistenzärztin an der Ersten Chirurgischen Klinik des Allgemeinen Krankenhauses in Wien unter Leopold Schönbauer, dessen Privatassistentin sie 1942 wurde. Zahlreiche ihrer Arbeiten aus dieser Zeit zur Geschichte der Medizin erschienen jedoch nicht unter ihrem Namen, sondern unter dem Schönbauers; darunter auch eine Artikelserie im Völkischen Boten. Große Teile Schönbauers Monographie Das Medizinische Wien (1944) stammen von Jantsch. In diesem Buch kommt „Nationalsozialismus [...] praktisch nicht vor,“ doch „keinesfalls darf daraus geschlossen werden, die eigentliche medizinhistorische Forscherin hinter dieser Publikation, Marlene Jantsch, habe die Vergangenheit verharmlosen wollen.“
Als Klinikchef Schönbauer nach dem Ende des Zweiten Weltkriegs 1945 Vorstand des Wiener Instituts für die Geschichte der Medizin wurde, betreute Marlene Jantsch neben ihrer eigentlichen Arbeit als Internistin in der Ersten Chirurgischen Klinik auch die Einrichtungen dieses Instituts, wie etwa die Bibliothek und die Sammlung der Wachspräparate. Erst ab 1948 erschienen ihre Publikationen unter ihrem eigenen Namen, darunter zahlreiche zur Medizingeschichte und damit verbundener Persönlichkeiten. 1957 habilitierte Jantsch sich zur Medizingeschichte, 1958 wurde sie Fachärztin für Innere Medizin, anschließend internistische Konsularärztin an den Abteilungen für Gynäkologie und Urologie im Krankenhaus Lainz, bevor sie als Internistin wieder ans Allgemeine Krankenhaus in Wien zurückkehrte. Marlene Jantsch verstarb am 17. Juli 1994 in Wien. Sie wurde am Neustifter Friedhof bestattet. Ihr besonderes Verdienst ist der Wiederaufbau des Wiener Medizinhistorischen Instituts nach 1945.
Marlene Jantsch war mit Hans Heinrich Jantsch (Vorstand der Universitätsklinik für Physikalische Medizin und Rehabilitation in Wien) verheiratet. Sie hatten vier Kinder: Christine Nowotny, Wolfgang Jantsch, Hans Jantsch und Katharina Pils.

## Veröffentlichungen (Auswahl)
- Das medizinische Wien, Geschichte, Werden, Würdigung. Von Leopold Schönauer, mit wesentlicher Mitarbeit von Marlene und Hans Jantsch. Wien: Urban & Schwarzenberg, 1947.
- Julius Wagner-Jauregg. Lebenserinnerungen Mit Leopold Schönbauer. Wien: Springer, 1950.
- Die Gründung des Josephinums. Seine Bedeutung für die Entwicklung der Chirurgie und des Militärwesens in Österreich. Wien: Hollinek, 1956.
- Gesünder leben – länger leben. Von Leopold Schönauer, mit wesentlicher Mitarbeit von Marlene und Hans Jantsch.  Wien: Europa Verlag – Forum Verlag, 1955.
- Das Österreichische Spital. Von Leopold Schönauer, mit wesentlicher Mitarbeit von Marlene und Hans Jantsch. Wien: Hollinek, 1958.
- Zur Geschichte der Kenntnis des renalen Hochdrucks. In: S.-B.-Archiv Geschichte der klinischen Medizin, Sectio Urologie, DDR. 1964, S. 55–61.
- Katalog der Josephinischen Sammlung Anatomischer und Geburtshilflicher Wachspräparate. Mit Konrad Aller. Wien / Graz / Köln: Böhlau, 1965.
- Zahlreiche Beiträge im Österreichischen Biographischen Lexikon 1815 - 1950. Wien: Verlag der Österreichischen Akademie der Wissenschaften.

## Mitgliedschaft in wissenschaftlichen Vereinigungen
Marlene Jantsch war Mitglied zahlreicher wissenschaftlicher Vereinigungen, darunter z. B.:
- Gesellschaft der Ärzte in Wien (ab 1948)
- Max-Neuburger-Gesellschaft (ab 1955)
- Deutsche Gesellschaft für Geschichte der Medizin, Naturwissenschaft und Technik (ab 1957)